# Cattedrale di San Caralampo
La Cattedrale di San Caralampo era una cattedrale ortodossa situata nella città di Mariupol' in Ucraina e dedicata a San Caralampo, sacerdote (o vescovo) che fu martirizzato a Magnesia al Sipilo insieme a Porfirio e Bapto sotto Settimio Severo.

## Descrizione
La cattedrale fu costruita tra il 1823 e il 1845 e fu distrutta nel 1936.
L'architetto usava la pianta a Croce latina per l'architettura della chiesa. Era una chiesa a croce inscritta con una cupola ed un campanile in stile neorusso. La facciata e il pronao ed i portici erano in stile neoclassico.
La chiesa aveva tre altari: L'altare maggiore era dedicato a san Caralampo.
L'altare nella parte settentrionale era dedicato a San Nicola di Bari. L'altare nella parte meridionale aveva un'icona a rilievo "San Giorgio in vita" del XII secolo. L'icona di San Giorgio proveniente dalla Cattedrale San Caralampo si trova oggi al Museo nazionale d'Arte dell'Ucraina.

## Galleria d'immagini

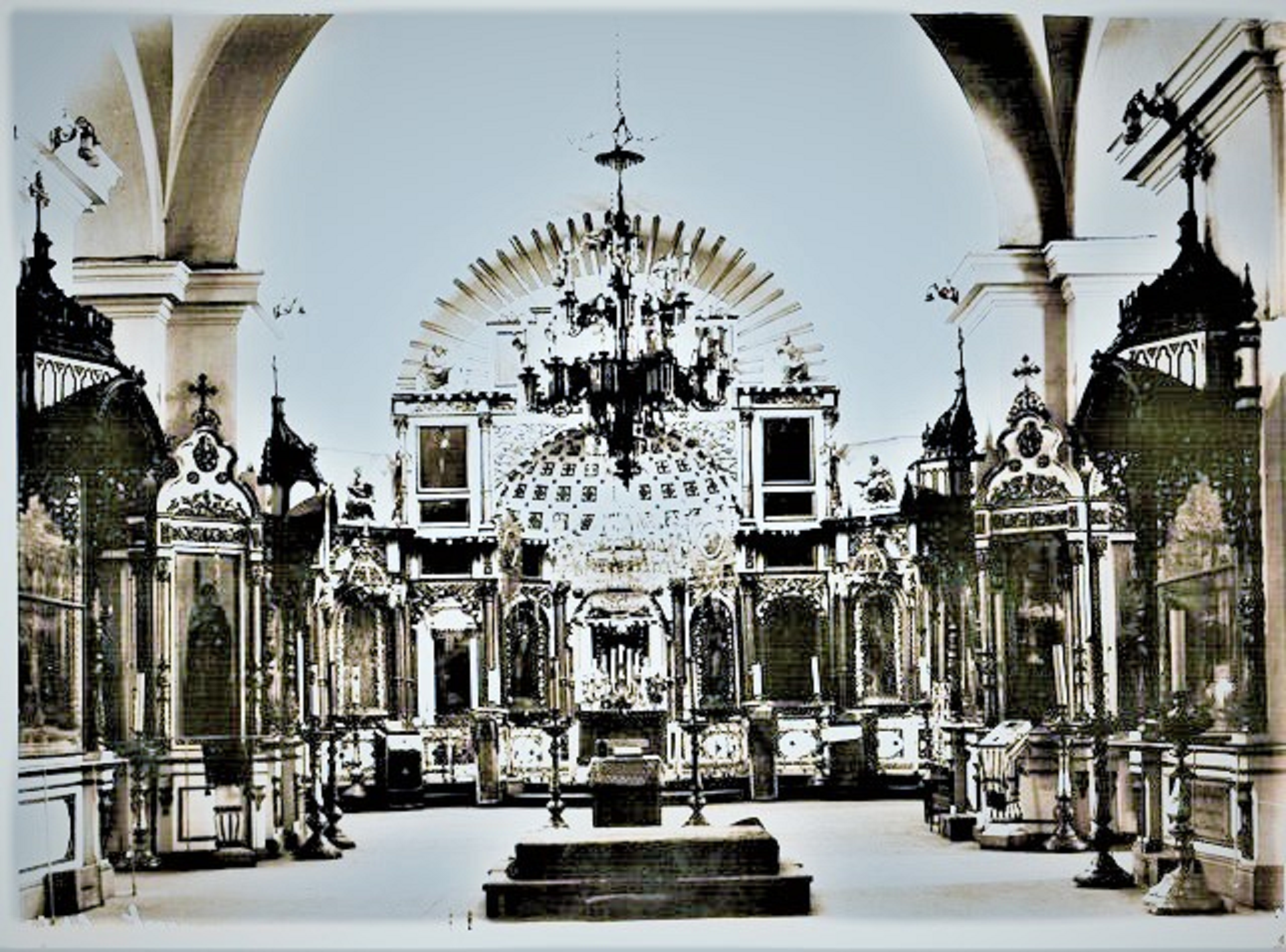
L'interno
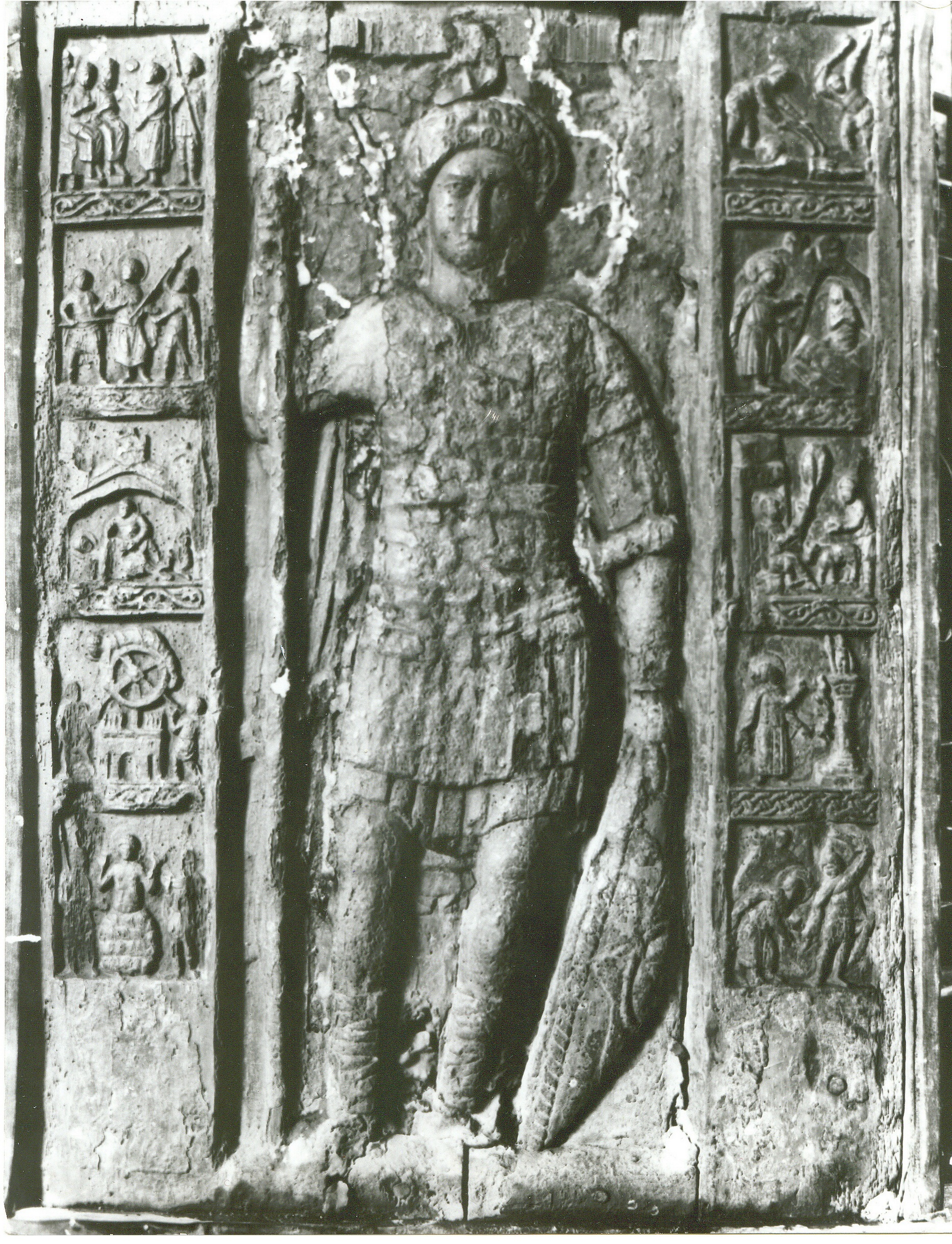
L'altare nella parte meridionale aveva un icona a rilievo "San Giorgio in vita" del XII secolo.
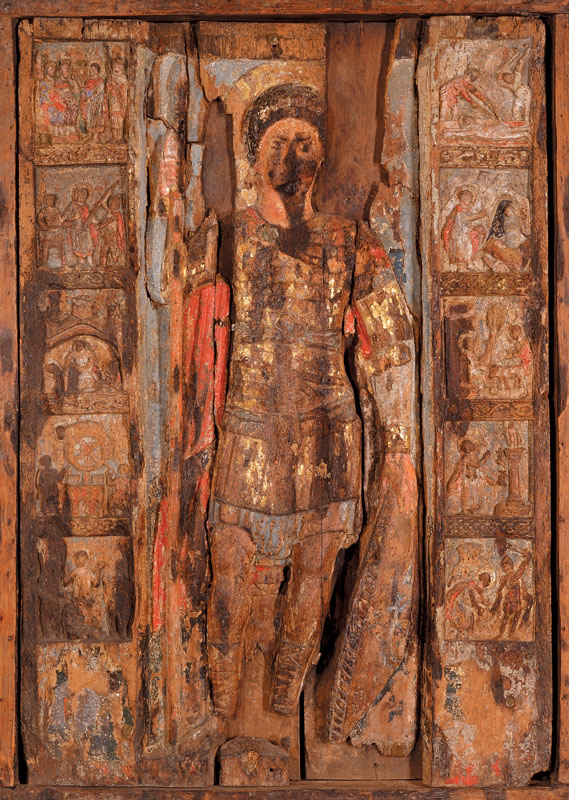
L'icona di San Giorgio proveniente dalla cattedrale San Caralampo si trova oggi al Museo nazionale d'Arte dell'Ucraina.